# NGC 3022
NGC 3022 ist eine linsenförmige Galaxie vom Hubble-Typ S0 im Sternbild Sextant am Südsternhimmel. Sie ist schätzungsweise 272 Millionen Lichtjahre von der Milchstraße entfernt.
Das Objekt wurde am 19. Februar 1830 von John Herschel entdeckt.